# Rezolucija Vijeća sigurnosti UN-a 1307
Rezolucijom Vijeća sigurnosti UN-a 1307, jednoglasno usvojenom 13. srpnja 2000., nakon podsjećanja na prethodne rezolucije o Hrvatskoj, uključujući rezolucije 779 (1992.), 981 (1995.), 1147 (1998.), 1183 (1998.), 1222 (1999.), 1252 ( 1999.) i 1285 (2000.), Vijeće je ovlastilo Promatračku misiju Ujedinjenih naroda na Prevlaci (UNMOP) da nastavi s praćenjem demilitarizacije na području poluotoka Prevlake u Hrvatskoj do 15. siječnja 2001.
Vijeće sigurnosti pozdravilo je općenito mirnu i stabilnu situaciju na poluotoku Prevlaci, ali je ostalo zabrinuto zbog kršenja režima demilitarizacije i ograničenja slobode kretanja promatrača Ujedinjenih naroda. Pozdravio je otvaranje graničnog prijelaza između Hrvatske i Crne Gore koji olakšavaju civilni i komercijalni promet bez sigurnosnih incidenata, što predstavlja značajnu mjeru izgradnje povjerenja između dviju država. I dalje je postojala zabrinutost zbog nedostatka napretka prema rješenju spornog pitanja poluotoka Prevlake i programa razminiranja.
I Hrvatska i SR Jugoslavija (Srbija i Crna Gora) pozvane su da u potpunosti provedu sporazum o normalizaciji međusobnih odnosa, prestanu s kršenjem režima demilitarizacije, smanje napetosti i osiguraju slobodu kretanja promatračima Ujedinjenih naroda. Vijeće je i dalje zabrinuto nedostatkom napretka u provedbi mjera za izgradnju povjerenja. Od glavnog tajnika Kofija Annana zatraženo je da do 15. listopada 2000. izvijesti o preporukama za mjere izgradnje povjerenja između dviju strana. Strane su pozvane da izvješćuju o napretku svojih bilateralnih pregovora najmanje dva puta mjesečno.
Konačno od, Stabilizacijskih snaga, ovlaštenih rezolucijama 1088 (1996.) i  1305 (2000.), je zatraženo da surađuju s UNMOP-om.

## Vanjske poveznice
| Wikizvor | Engleski Wikizvor ima izvorni tekst na temu: United Nations Security Council Resolution 1307 |

- Text of the Resolution at undocs.org